# 강효실
강효실(한국 한자: 姜孝實, 1932년 2월 10일 ~ 1996년 11월 2일)은 대한민국의 연기자이다. 종교는 개신교이다.

## 생애
평양(平壤) 출생이다. 극단 ‘신협’에서부터 무대생활을 시작하였고, 영화도 수십 편에 출연하였다. 1960년대에는 극단 ‘산하(山河)’에서 연기활동을 하였다.

## 작품 및 평가
개성적이고 독특한 연기로 무대배우로서 각광을 받았다. 대표작으로는 차범석 작 《열대어(熱帶魚)》, 베른슈타인의 《키부츠의 처녀》(1972)가 있다. 특히 극단 '드라마센터'의 《루브(Luv)》에서 신구·민승원과 출연하여 개성을 발휘한 열연을 보여 주었다.

## 가족 관계
- 아버지 : 강홍식 (1902년 12월 9일 ~ 1971년 10월 9일)
- 어머니 : 전옥 (1911년 4월 2일 ~ 1969년 10월 22일)
- 배우자 : 최무룡 (1928년 2월 25일 ~ 1999년 11월 11일) - 1954년 결혼, 1962년 이혼
  - 아들 : 최민수 (1962년 3월 27일 ~ )
    - 며느리 : 강주은 (1971년 4월 15일 ~ )
      - 첫째 손자 : 최유성 (1996년 ~ )
      - 둘째 손자 : 최유진 (2002년 ~ )